# Padaei
Padaei (Oudgrieks: Παδαῖοι / Padaĩoi) was een nomadenvolk in het noordwesten van India, dat rauw vlees at en zelfs ouden van dagen en zieken opat.

## Referentie
- art. Padaei, in F. Lübker - trad. ed. J.D. Van Hoëvell, Classisch Woordenboek van Kunsten en Wetenschappen, Rotterdam, 1857, p. 691.